# Duvalia corderoyi
Duvalia corderoyi là một loài thực vật có hoa trong họ La bố ma. Loài này được (Hook.f.) N.E.Br. mô tả khoa học đầu tiên năm 1876.

## Hình ảnh

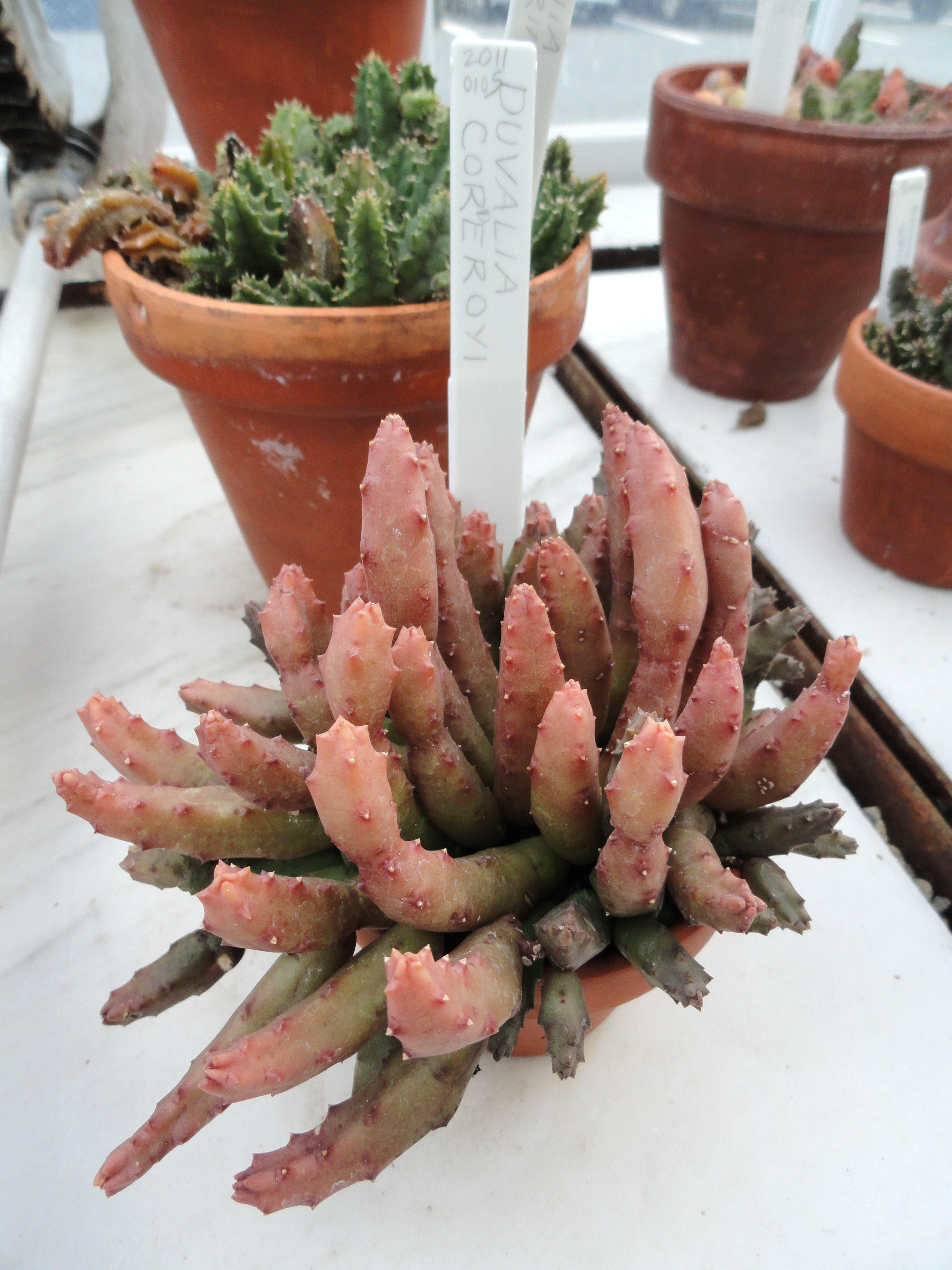